# Havssalt

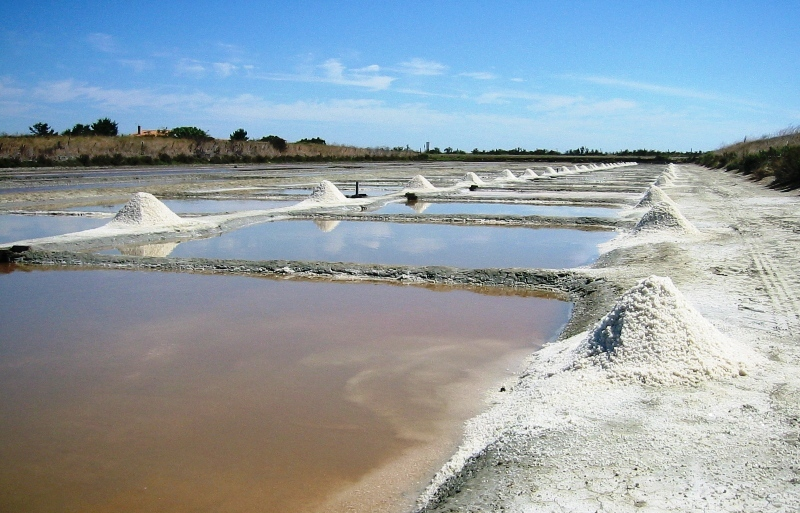
Havssalt under utvinning på ön Île de Ré i västra Frankrike.

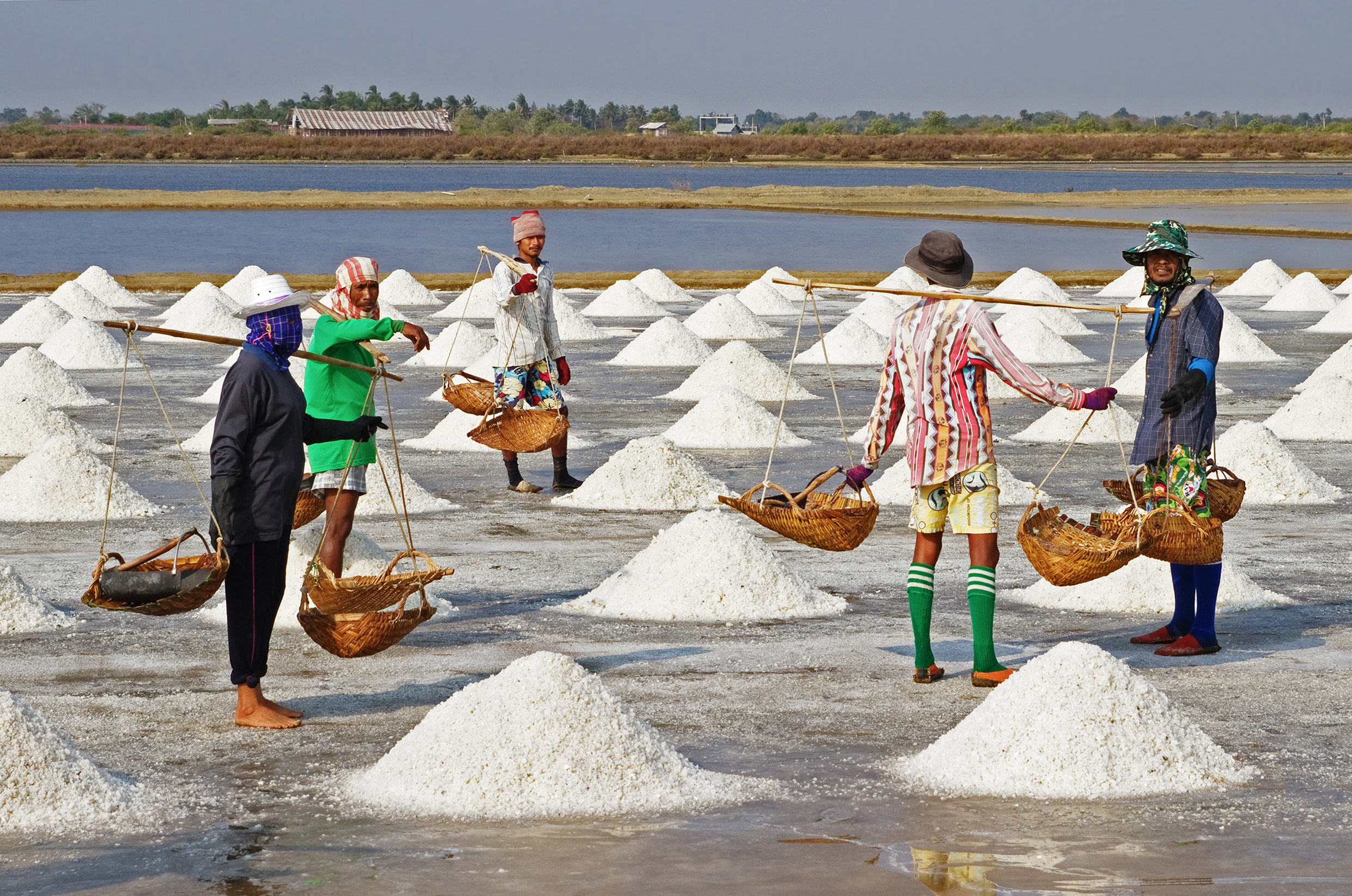
Utvinning av havssalt I Pak Thale, Phetchaburi i Thailand.

Havssalt är tekniskt sett inte koksalt, utan är en blandning av jonföreningar som finns i världshaven. Sammansättningen av havssalt är praktiskt taget konstant trots att salthalten varierar i haven. Det kallas också baysalt, solsalt eller helt enkelt salt. Liksom utvunnet stensalt har produktionen av havssalt daterats till förhistorisk tid.

## Sammansättning
Kommersiellt tillgängliga havssalter på marknaden varierar kraftigt i sin kemiska sammansättning. Även om huvudkomponenten är natriumklorid, kan den återstående delen variera från mindre än 0,2 till 10 procent av andra salter. Dessa är mestadels kalcium-, kalium- och magnesiumsalter av klorid och sulfat, med betydligt mindre mängder av många spårämnen som finns i naturligt havsvatten. Även om sammansättningen av kommersiellt tillgängligt salt kan variera, är jonsammansättningen av naturligt saltvatten relativt konstant.
| Koncentration av joner i havssalt | mg/l   |
| --------------------------------- | ------ |
| Klorid                            | 18 980 |
| Natrium                           | 10 556 |
| Sulfat                            | 2 649  |
| Magnesium                         | 1 262  |
| Kalcium                           | 400    |
| Kalium                            | 380    |
| Bikarbonat                        | 140    |
| Bromid                            | 65     |
| Borat                             | 26     |
| Strontium                         | 13     |
| Fluorid                           | 1      |
| Silikat                           | 1      |
| Jod                               | <1     |
| Totalt lösta ämnen (TDS)          | 34 483 |

## Produktionshistorik
Havssalt nämns i Vinaya pitaka, en buddhistisk skrift sammanställd i mitten av 400-talet f.Kr. Produktionsprincipen är avdunstning av vattnet från havslaken. I varma och torra klimat kan detta åstadkommas helt genom att använda solenergi (i en salin), men i andra klimat har andra värmekällor använts. Modern havssaltproduktion finns nästan uteslutande i Medelhavet och andra varma, torra klimat.

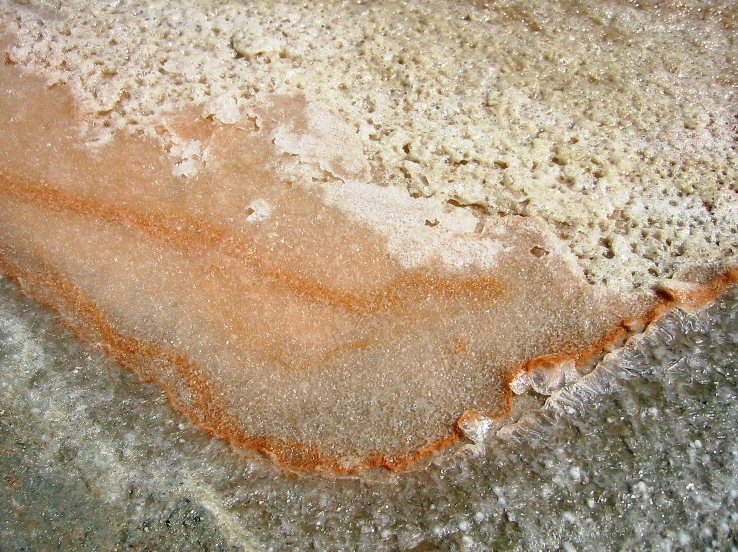
"Fleur de sel", havssalt på Île de Ré.

Sådana platser kallas idag för saltverk, istället för det äldre engelska ordet saltern. En forntida eller medeltida saltern etablerades där det fanns:
1. Tillgång till en marknad för saltet[7]
2. En stilla kust, skyddad från exponering för öppet hav
3. En billig och lättarbetad bränsleförsörjning, eller helst solen
4. En annan bransch, såsom boskapsskötsel eller garvning — som hade nytta av närheten till saltern (genom att producera läder, saltat kött med mera) och försåg saltern med en lokal marknad

På detta sätt gynnade saltkärr, betesmark (saltning) och saltverk (saltern) varandra ekonomiskt. Detta var mönstret under den romerska och medeltida perioden runt The Wash, i östra England. Där förde tidvattnet in saltlaken, de omfattande saltningarna gav betesmark, kärr och myrar gav torvbränsle och solen sken ibland.

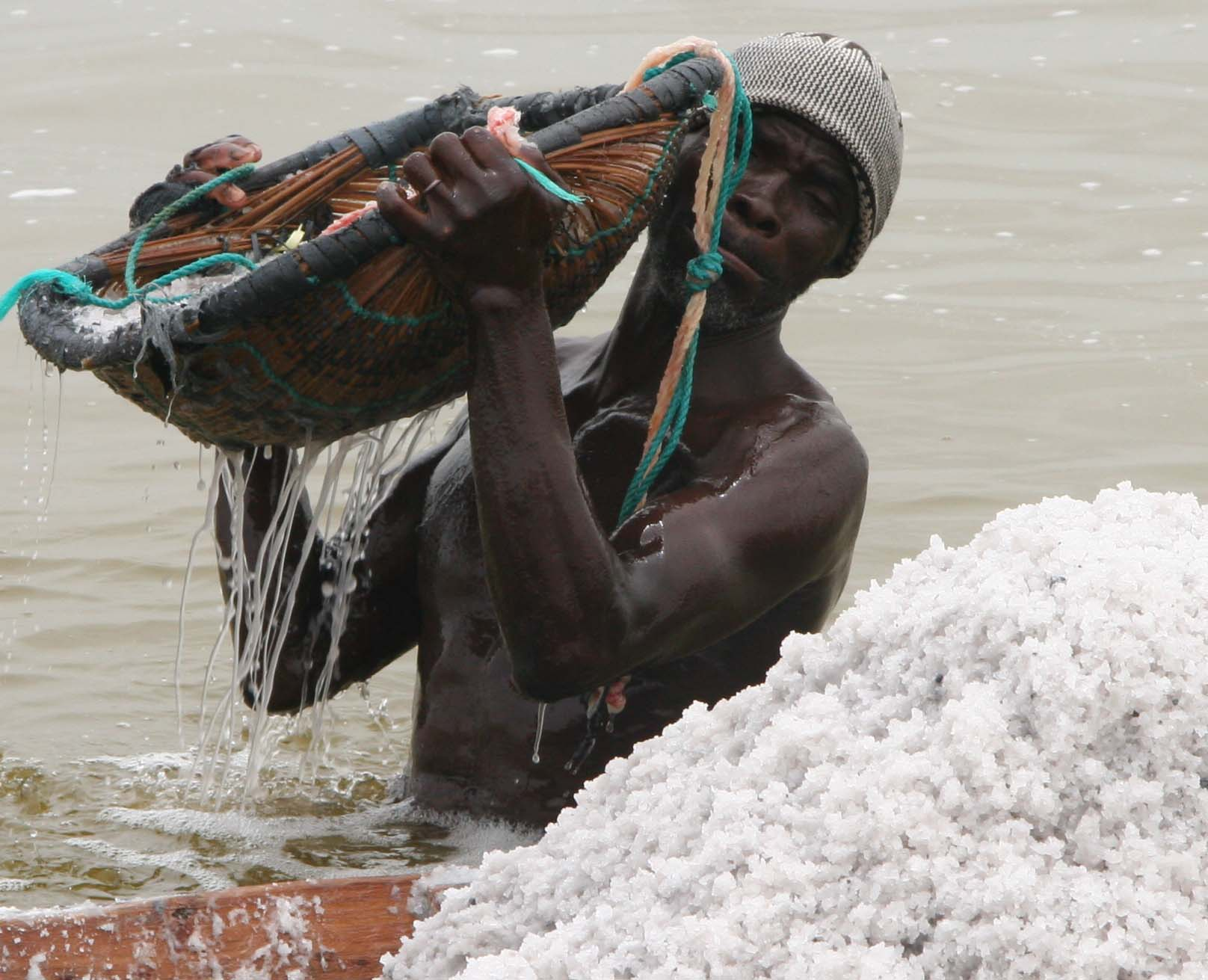
Manuell saltinsamling i Retbasjön i Senegal.

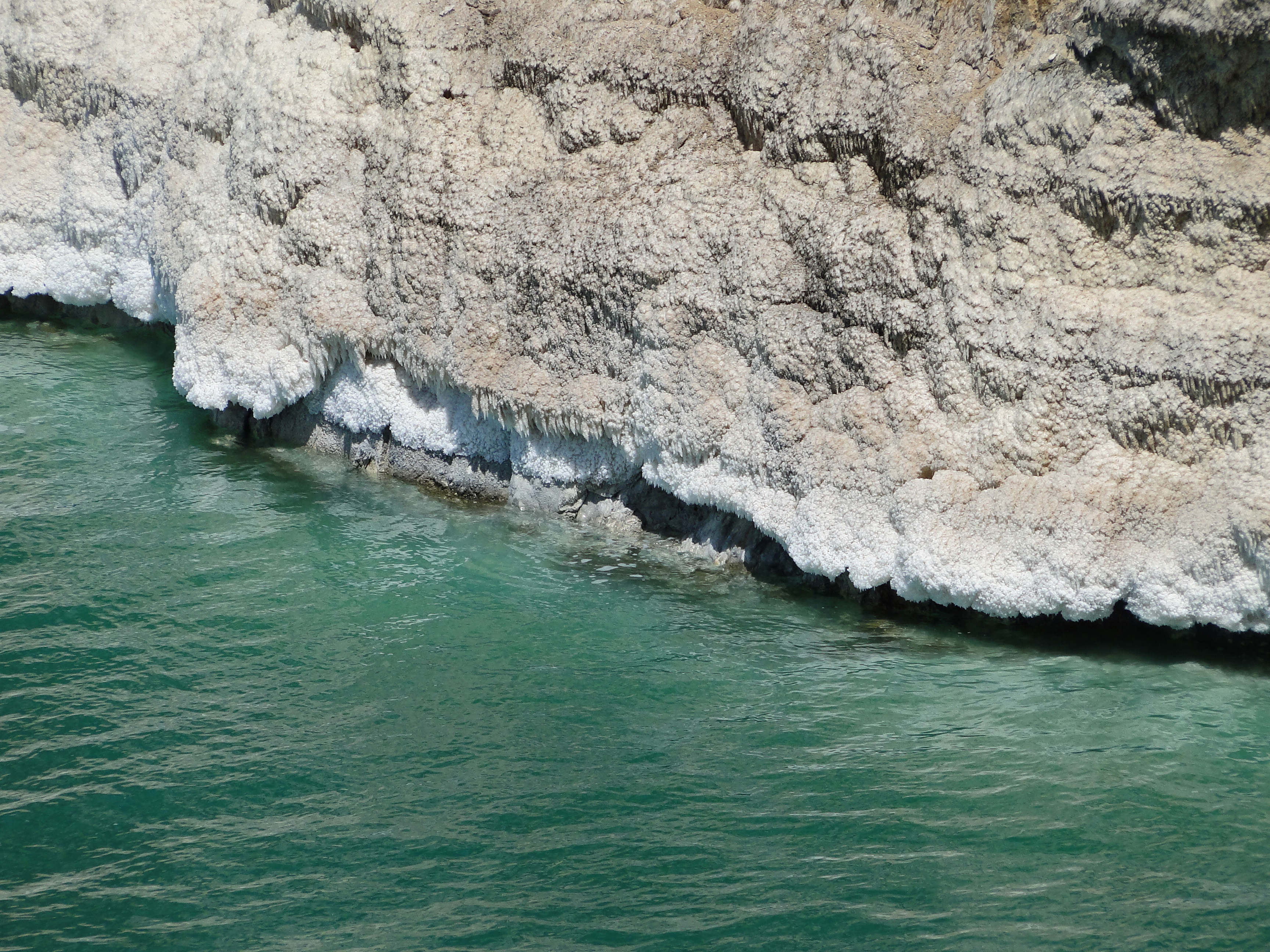
Saltavlagringar på strand av Döda havet.

Den utspädda saltlaken från havet förångades till stor del av solen. I romerska områden gjordes detta med hjälp av keramiska behållare som kallas brikettering. Arbetare skrapade upp den koncentrerade salt- och leruppslamningen och tvättade den med rent havsvatten, för att lösa ut orenheter ur den nu koncentrerade saltlösningen. De hällde saltlaken i grunda pannor (lätt formade av lokal marin lera) och ställde dem på knytnävsstora lerpelare över en torveld för slutlig avdunstning. Sedan skrapade de ur det torkade saltet och sålde det.
I dagena USA kanske inte salt märkt "havssalt" faktiskt kommer från havet, så länge det uppfyller FDA:s renhetskrav. Alla utvunna salter var ursprungligen havssalter eftersom de härstammar från en marin källa någon gång i ett avlägset förflutet, vanligtvis från ett avdunstande grunt hav.

## Användning
Havssalt som man använder i matlagning tvättas, och därför får man samma del natriumklorid som i vanligt bordssalt – cirka 97 procent. Till bordssalt tillsätts dessutom ofta jod eftersom detta essentiella mineral endast förekommer sparsamt i havssalt.

## Hälsoaspekter

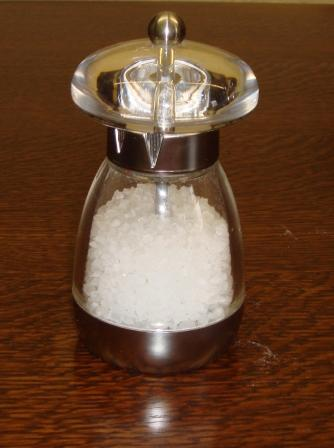
Saltkvarn för havssalt.

Näringsvärdet av havssalt och bordssalt är ungefär detsamma, eftersom de båda huvudsakligen är natriumklorid. Bordssalt är mer bearbetat än havssalt, för att eliminera mineraler, och innehåller vanligtvis en tillsats som kiseldioxid för att förhindra klumpbildning.
Jod, ett grundämne som är avgörande för människors hälsa, finns endast i små mängder i havssalt. Joderat salt är bordssalt blandat med en liten mängd olika salter av grundämnet jod.
Studier har funnit viss mikroplastkontamination i havssalt från USA, Europa och Kina. Havssalt har också visat sig vara förorenat av svampar som kan orsaka matförstöring samt vissa som kan vara mykotoxigena.
I traditionellt koreanskt kök framställs jugyeom (죽염, 竹鹽, "bambusalt") genom att rosta salt vid temperaturer mellan 800 och 2 000 °C i en bambubehållare som är tilltäppt med lera i båda ändar. Denna produkt absorberar mineraler från bambun och leran, och påstås öka de antiklastogena och antimutagena egenskaperna hos den fermenterade sojabönpastan som i Korea kallas doenjang. Dessa påståenden underbyggs dock inte av högkvalitativa studier.